# Alexandre Massol
Pour les articles homonymes, voir Massol.
Marie Alexandre Massol né le 18 mars 1805 à Béziers et mort le 21 avril 1875 à Paris est un saint-simonien et franc-maçon. Il défend l’idée d’une morale totalement indépendante de la religion et fonde dans cet esprit la revue La morale indépendante en 1865. Il est maire adjoint du 9e arrondissement de Paris en 1870.

## Biographie
Fils d'un ancien oratorien, venu à la capitale en 1829 avec sa famille pour faire des études de droit, il abandonne rapidement ce projet pour devenir disciple de Saint-Simon. Il suit Barthélemy Prosper Enfantin dans un tour de France du travail, puis le rejoint en Égypte après une tentative infructueuse d’implanter un groupe saint-simonien en Algérie. Après qu’Enfantin a perdu ses appuis en Égypte, le groupe finit par se disperser. Massol rejoint sans se presser Paris via Constantinople et Vienne, mais en repart rapidement pour Londres où il fonde l'Observateur francais pour faire contrepoids au Courrier d’Europe royaliste. De retour en France au lendemain de la révolution de 1848, il fait la connaissance de Lammenais qui lui demande d’écrire pour La Réforme. Il passe ensuite à La Voix du peuple de Proudhon avec qui il se lie d’amitié, devenant précepteur de ses enfants et plus tard son exécuteur testamentaire. En 1855, il devient l’un des premiers collaborateurs de la Revue philosophique et religieuse fondée par Charles Fauvety. Franc-maçon dès avant 1830, il entre en 1855 dans la loge « Renaissance d’Hiram » du Grand Orient de France. Il déclenche un vif débat dans la franc-maçonnerie en proposant une vision de la morale totalement indépendante de la religion, universelle, basée sur la nature libre et responsable de l’Homme et le respect mutuel de la personne. En 1862, lorsque le Maréchal Magnan se retrouve nommé par Napoléon III à la tête du Grand Orient de France, Massol fait partie de ceux qui résistent à cet mainmise.
Déçu du maintien de l’élément religieux dans la nouvelle constitution du Grand Orient de 1865, il fonde cette même année « La morale indépendante » avec Henri Brisson,.
En 1874, il est élu au conseil municipal du 5e arrondissements de Paris.
Il meurt le 21 avril 1875 dans le 10e arrondissement de Paris et est enterré au cimetière du Père-Lachaise.